# Pódio

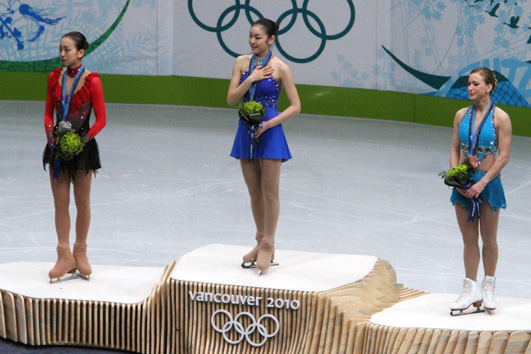
Um pódio nos Jogos Olímpicos de Inverno de 2010. As medalhistas da patinação artística feminina: Mao Asada (esquerda, prata), Yuna Kim (centro, ouro), Joannie Rochette (direita, bronze).

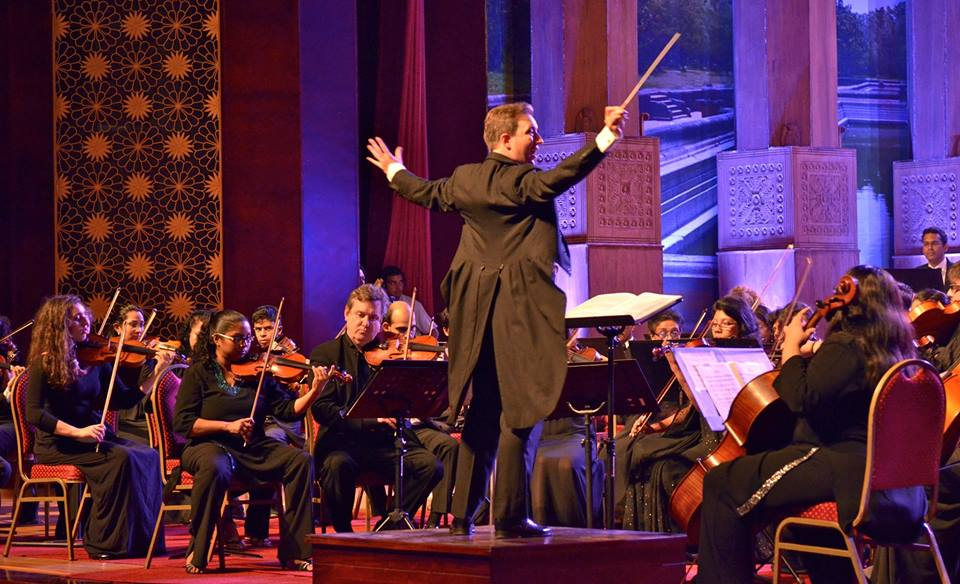
Um maestro de orquestra está em um pódio para que ele possa ver e ser visto pelos músicos.

Um pódio (pl: pódios ou pódios) é uma plataforma usada para elevar algo a uma curta distância acima de seus arredores. Deriva do grego πόδι (pé). Na arquitetura, um edifício pode descansar em um grande pódio. Pódios também podem ser usados para levantar pessoas, por exemplo, o maestro de uma orquestra fica em um pódio, assim como muitos oradores públicos.
No esporte, uma espécie de pódio pode ser usado para homenagear os três primeiros colocados em eventos. Nas Olimpíadas modernas, um pódio de três níveis é usado. Tradicionalmente, a plataforma mais alta fica no centro para o medalhista de ouro. À sua direita está uma plataforma inferior para o medalhista de prata, e à esquerda do medalhista de ouro é uma plataforma inferior para o medalhista de bronze. Nos Jogos Olímpicos do Rio, em 2016, os pódios de prata e bronze foram de igual elevação. Em muitos esportes, os resultados nos três primeiros de uma competição são muitas vezes referidos como pódios ou pódios. Em alguns esportes individuais, pódios é uma estatística oficial, referindo-se ao número de três melhores resultados que um atleta alcançou ao longo de uma temporada ou carreira.

## Primeiro uso nas Olimpíadas modernas
Os pódios foram usados pela primeira vez nos Jogos do Império Britânico de 1930 (agora Jogos da Commonwealth) em Hamilton, Ontário e, posteriormente, durante os Jogos Olímpicos de Inverno de 1932 em Lake Placid e os Jogos Olímpicos de Verão de 1932 em Los Angeles.

## Automobilismo

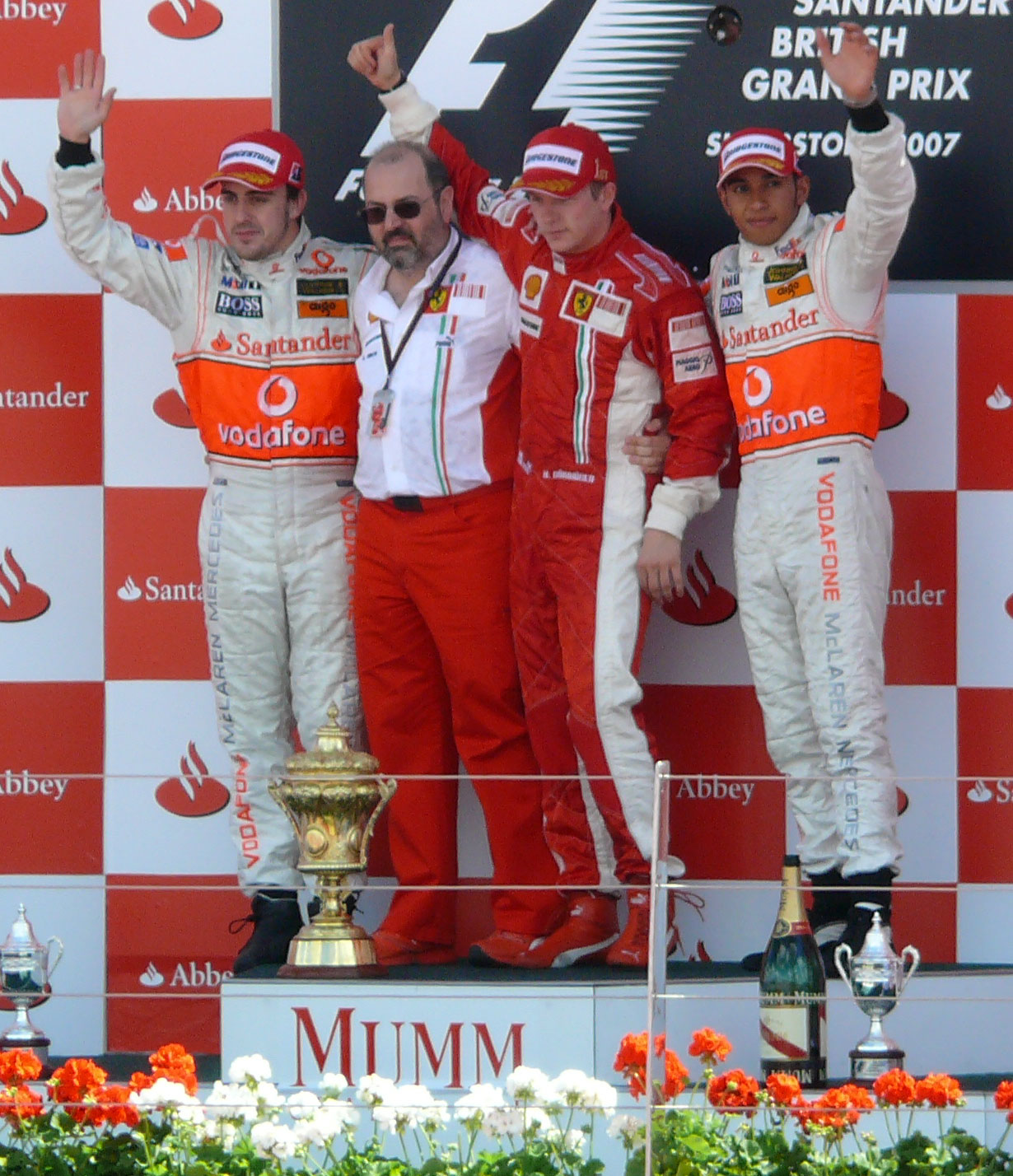
Pódio na Fórmula 1.

Nome dado à plataforma onde os concorrentes classificados nos primeiros lugares são apresentados ao público. Em muitas categorias de automobilismo, os três primeiros colocados em uma corrida sobem em um pódio para a cerimônia de entrega de troféus. Em categorias internacionais, o hino nacional do país do piloto vencedor, e também o dá a equipe ou construtor vencedor pode ser tocado, e as bandeiras dos países dos pilotos são hasteadas por cima deles. Após a entrega dos troféus, os pilotos, muitas vezes, jogam champanhe uns sobre os outros enquanto os membros de sua equipe assistem. A tradição iniciada por Dan Gurney durante a cerimônia de entrega de troféus realizada nas 24 Horas de Le Mans de 1967.

## Arquitetura
Pódios arquitetônicos consistem em uma base de projeção ou pedestal no nível do solo, e eles têm sido usados desde os tempos antigos. Originalmente às vezes com apenas metros de altura, os pódios arquitetônicos tornaram-se mais proeminentes nos edifícios ao longo do tempo, como ilustrado na galeria.

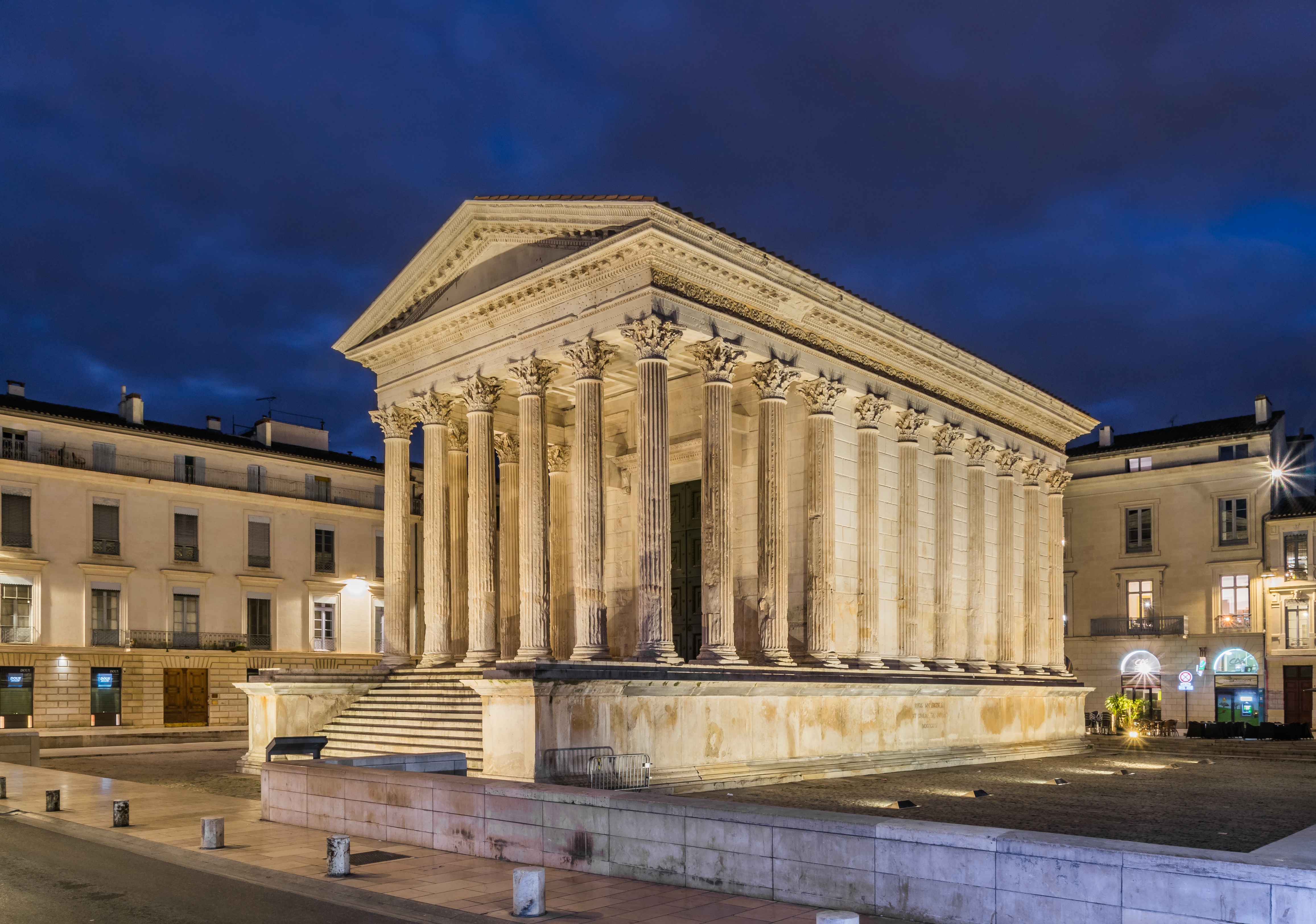
Maison Carrée, um templo romano (4–7 d.C.)
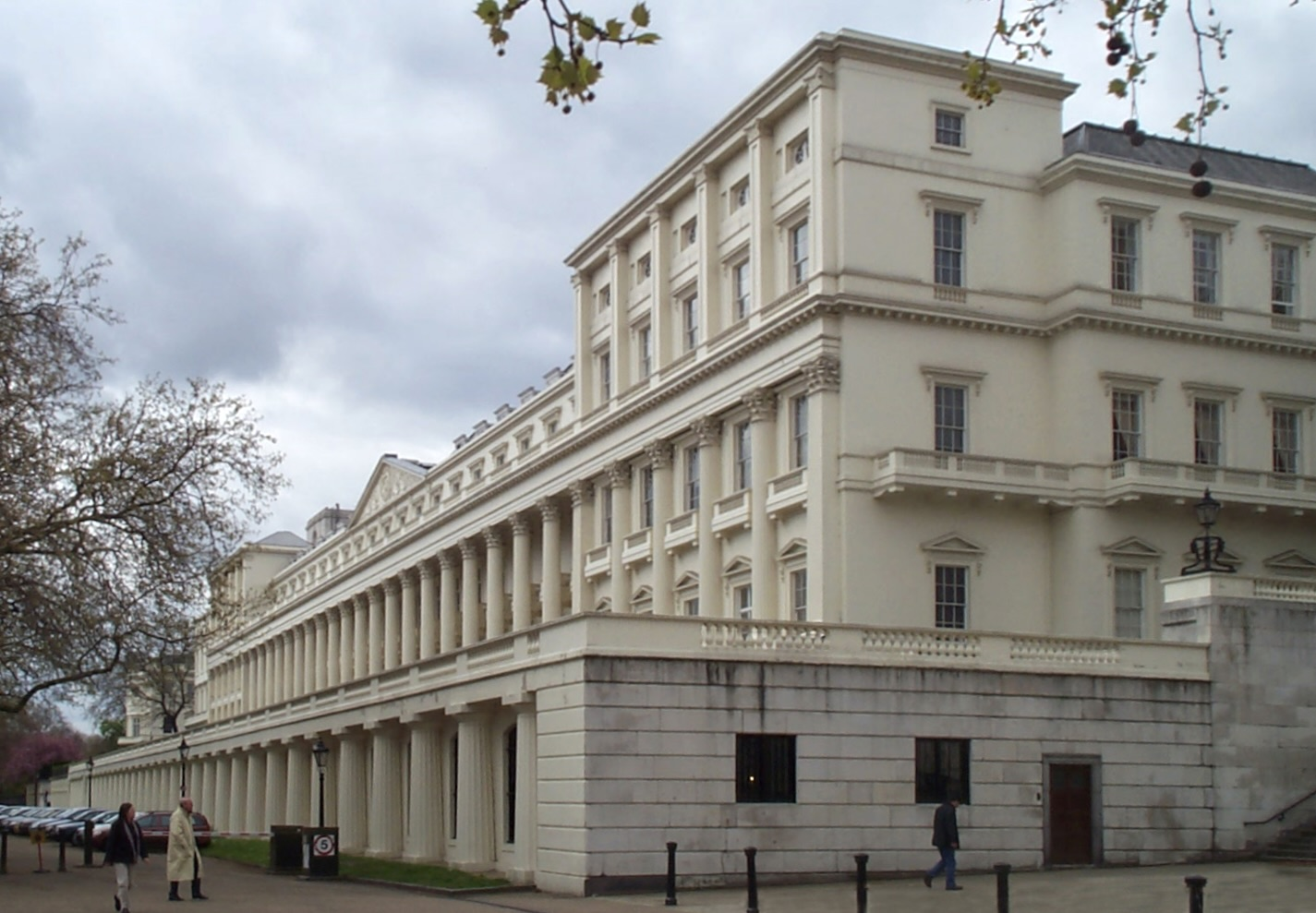
Terraço de Londres (século 18)
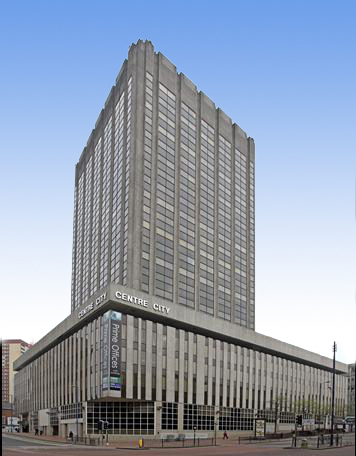
Centre City Tower, Birmingham (1975)